# Faza G0
     Interfaza
     Mejoza
     Mitoza

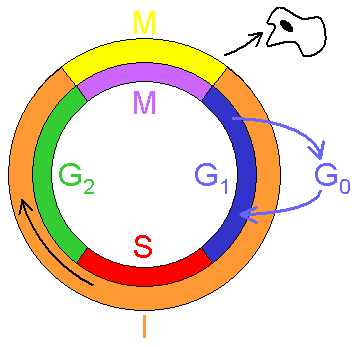
Etapy cyklu komórkowego:
Interfaza
Mejoza
Mitoza
Diagram nie odzwierciedla stosunków czasu trwania poszczególnych faz.

Faza GO, faza spoczynku – faza cyklu komórkowego.
U zwierząt w trakcie cyklu komórkowego komórka, która zakończyła fazę G1, zamiast wejść w fazę syntezy DNA (faza S - faza syntezy), może przejść w fazę spoczynku, czyli fazę G0. 
W przypadku roślin przejście komórki w stan spoczynku może nastąpić po zakończeniu fazy G1 lub G2. 
W fazie G0 komórki przeprowadzają wszystkie reakcje metaboliczne, ale nie mogą się dzielić. Podlegają specjalizacji. Charakteryzują się wówczas obniżonym tempem metabolizmu, mniejszą aktywnością transkrypcyjną. 
Wycofanie komórki do fazy G0 może być wynikiem np. braku składników odżywczych w środowisku, zakończenia procesu różnicowania komórki albo wykrycia rozległych uszkodzeń materiału genetycznego. Czas trwania tej fazy jest różny, od kilku dni do miesięcy, a nawet dłużej.
Komórka ma możliwość ponownej aktywacji cyklu komórkowego (zawsze do fazy w której nastąpiło jego przerwanie) - muszą tu zadziałać czynniki np. w postaci hormonów, czynników wzrostowych. Im dłużej komórki pozostają w fazie G0, tym więcej czasu zabiera im wejście w cykl komórkowy po pobudzeniu.
Faza G0 jest charakterystyczna m.in. dla dojrzałych neuronów, komórek kostnych (osteocyty), limfocytów.